# Ole Jørgen Halvorsen
Ole Jørgen Halvorsen (Sarpsborg, 2 ottobre 1987) è un calciatore norvegese, attaccante del Borgen.

## Carriera

### Club
Halvorsen ha debuttato con la maglia dello Sparta Sarpsborg in data 9 aprile 2006, quando è stato schierato titolare nella sconfitta per 1-0 sul campo del Bodø/Glimt. Il 2 luglio successivo ha segnato la prima rete, nel successo per 0-3 in casa del Follo. In seguito, la squadra ha cambiato il nome in Sarpsborg 08. Ha totalizzato 86 presenze nella 1. divisjon con questa casacca, con 19 reti.
Nel corso del 2009, Halvorsen è stato ceduto al Sogndal. Ha debuttato in squadra il 23 agosto, subentrando a Łukasz Nadolski nel successo per 2-1 sul Notodden. Il 18 ottobre è arrivata la prima rete per il club, marcatura che ha sancito il definitivo 0-3 sul Moss.
Ha contribuito alla promozione del club del campionato seguente. Il 20 marzo 2011, così, ha potuto esordire nell'Eliteserien: è stato titolare nella sconfitta per 2-1 in casa dello Strømsgodset, segnando su calcio di rigore il gol per la sua squadra.
Il 14 marzo 2012 è stato ufficializzato il suo trasferimento al Fredrikstad, club a cui si è legato con un contratto dalla durata quadriennale. Ha scelto la maglia numero 9. Ha debuttato in squadra il 25 marzo, schierato titolare nella sconfitta per 1-0 in casa del Tromsø. La prima rete è arrivata il 29 maggio, nella vittoria per 3-0 sul Viking.
Il 5 agosto 2013 si è trasferito all'Odd, con cui ha raggiunto un accordo valido per i successivi due anni e mezzo: ha scelto il numero 7. Ha esordito in squadra il 10 agosto, subentrando ad Elbasan Rashani nel pareggio per 1-1 contro il Viking. Ha segnato la prima rete il 12 luglio 2014, nella vittoria per 0-3 sul Bodø/Glimt. Il 2 luglio 2015 ha avuto l'opportunità di giocare la prima partita nelle competizioni europee per club: in occasione dell'andata del primo turno di qualificazione all'Europa League 2015-2016, infatti, è stato schierato titolare nella vittoria per 0-3 in casa dello Sheriff Tiraspol. Rimasto in squadra fino al mese di agosto 2016, ha totalizzato 102 presenze e 17 reti tra tutte le competizioni.
Il 17 agosto 2016, l'Odd ha comunicato sul proprio sito internet d'aver ceduto Halvorsen al Bodø/Glimt con la formula del prestito, fino al termine della stagione. Ha esordito in squadra il 19 agosto, schierato titolare nel pareggio esterno per 1-1 contro il Vålerenga. Il 28 agosto ha segnato la prima rete con questa maglia, nella vittoria casalinga per 2-0 sullo Start. Al termine della 30ª ed ultima giornata di campionato, in virtù della sconfitta per 2-1 sul campo del Rosenborg e della contemporanea vittoria per 3-0 dello Stabæk sullo Start, il Bodø/Glimt è scivolato al 15º posto, retrocedendo così in 1. divisjon.
Il 9 gennaio 2017, il Sarpsborg 08 ha ufficializzato sul proprio sito internet il ritorno in squadra di Halvorsen, che ha firmato un contratto biennale con il club. Il 14 novembre seguente ha prolungato l'accordo con il club fino al 31 dicembre 2020.
Il 17 novembre 2022, il Sarpsborg 08 ha reso noto che l'accordo con Halvorsen – in scadenza il successivo 31 dicembre – non sarebbe stato rinnovato. Il giorno seguente, il giocatore ha annunciato il proprio ritiro dal calcio professionistico.
Ha continuato comunque a giocare a livello dilettantistico, nelle file del Borgen.

## Statistiche

### Presenze e reti nei club
Statistiche aggiornate al 22 marzo 2023.
| Stagione                | Club                    | Campionato              | Campionato | Campionato | Coppe nazionali | Coppe nazionali | Coppe nazionali | Coppe continentali | Coppe continentali | Coppe continentali | Supercoppe | Supercoppe | Supercoppe | Totale | Totale |
| Stagione                | Club                    | Comp                    | Pres       | Reti       | Comp            | Pres            | Reti            | Comp               | Pres               | Reti               | Comp       | Pres       | Reti       | Pres   | Reti   |
| ----------------------- | ----------------------- | ----------------------- | ---------- | ---------- | --------------- | --------------- | --------------- | ------------------ | ------------------ | ------------------ | ---------- | ---------- | ---------- | ------ | ------ |
| 2006                    | Sparta Sarpsborg        | 1D                      | 16         | 1          | CN              | ?               | ?               | -                  | -                  | -                  | -          | -          | -          | ?      | ?      |
| 2007                    | Sparta Sarpsborg        | 1D                      | 24         | 5          | CN              | ?               | ?               | -                  | -                  | -                  | -          | -          | -          | ?      | ?      |
| Totale Sparta Sarpsborg | Totale Sparta Sarpsborg | Totale Sparta Sarpsborg | 40         | 6          |                 | ?               | ?               |                    | -                  | -                  |            | -          | -          | 40+    | 6+     |
| 2008                    | Sarpsborg 08            | 1D                      | 29         | 10         | CN              | ?               | ?               | -                  | -                  | -                  | -          | -          | -          | ?      | ?      |
| gen.-ago. 2009          | Sarpsborg 08            | 1D                      | 17         | 3          | CN              | ?               | ?               | -                  | -                  | -                  | -          | -          | -          | ?      | ?      |
| ago.-dic. 2009          | Sogndal                 | 1D                      | 11         | 1          | CN              | 0               | 0               | -                  | -                  | -                  | -          | -          | -          | 11     | 1      |
| 2010                    | Sogndal                 | 1D                      | 28         | 9          | CN              | 5               | 1               | -                  | -                  | -                  | -          | -          | -          | 33     | 10     |
| 2011                    | Sogndal                 | ES                      | 26         | 6          | CN              | 4               | 4               | -                  | -                  | -                  | -          | -          | -          | 30     | 10     |
| Totale Sogndal          | Totale Sogndal          | Totale Sogndal          | 65         | 16         |                 | 9               | 5               |                    | -                  | -                  |            | -          | -          | 74     | 21     |
| 2012                    | Fredrikstad             | ES                      | 28         | 5          | CN              | 2               | 0               | -                  | -                  | -                  | -          | -          | -          | 30     | 5      |
| gen.-ago. 2013          | Fredrikstad             | 1D                      | 15         | 2          | CN              | 2               | 2               | -                  | -                  | -                  | -          | -          | -          | 17     | 4      |
| Totale Fredrikstad      | Totale Fredrikstad      | Totale Fredrikstad      | 43         | 7          |                 | 4               | 2               |                    | -                  | -                  |            | -          | -          | 47     | 9      |
| ago.-dic. 2013          | Odd                     | ES                      | 12         | 0          | CN              | 0               | 0               | -                  | -                  | -                  | -          | -          | -          | 12     | 0      |
| 2014                    | Odd                     | ES                      | 26         | 2          | CN              | 7               | 5               | -                  | -                  | -                  | -          | -          | -          | 33     | 7      |
| 2015                    | Odd                     | ES                      | 24         | 5          | CN              | 3               | 0               | UEL                | 8                  | 2                  | -          | -          | -          | 35     | 7      |
| gen.-ago. 2016          | Odd                     | ES                      | 16         | 0          | CN              | 3               | 3               | UEL                | 3                  | 0                  | -          | -          | -          | 22     | 3      |
| Totale Odd              | Totale Odd              | Totale Odd              | 78         | 7          |                 | 13              | 8               |                    | 11                 | 2                  |            | -          | -          | 102    | 17     |
| ago.-dic. 2016          | Bodø/Glimt              | ES                      | 10         | 4          | CN              | 2               | 0               | -                  | -                  | -                  | -          | -          | -          | 12     | 4      |
| 2017                    | Sarpsborg 08            | ES                      | 27         | 4          | CN              | 5               | 3               | -                  | -                  | -                  | -          | -          | -          | 32     | 7      |
| 2018                    | Sarpsborg 08            | ES                      | 24         | 5          | CN              | 0               | 0               | UEL                | 13                 | 3                  | -          | -          | -          | 37     | 8      |
| 2019                    | Sarpsborg 08            | ES                      | 27         | 2          | CN              | 2               | 0               | -                  | -                  | -                  | -          | -          | -          | 29     | 2      |
| 2020                    | Sarpsborg 08            | ES                      | 27         | 5          | -               | -               | -               | -                  | -                  | -                  | -          | -          | -          | 27     | 5      |
| 2021                    | Sarpsborg 08            | ES                      | 24         | 1          | CN              | 4               | 2               | -                  | -                  | -                  | -          | -          | -          | 28     | 3      |
| 2022                    | Sarpsborg 08            | ES                      | 28         | 0          | CN              | 2               | 0               | -                  | -                  | -                  | -          | -          | -          | 30     | 0      |
| Totale Sarpsborg 08     | Totale Sarpsborg 08     | Totale Sarpsborg 08     | 203        | 30         |                 | ?               | ?               |                    | 13                 | 3                  |            | -          | -          | ?      | ?      |
| 2023                    | Borgen                  | 4D                      | 0          | 0          | CN              | 1               | 1               | -                  | -                  | -                  | -          | -          | -          | 1      | 1      |
| Totale                  | Totale                  | Totale                  | 439        | 70         |                 | 37+             | 18+             |                    | 24                 | 5                  |            | -          | -          | 500+   | 93+    |